# Idioma luvita
El idioma luvita o luvio forma parte de la extinta rama anatolia de la familia lingüística indoeuropea. El luvita está estrechamente relacionado con el hitita, y estaba entre los idiomas hablados en Arzawa, al oeste o suroeste del área central hitita. Los textos más antiguos, por ejemplo el Código Hitita, se referían a las zonas de habla luvita, incluidas Arzawa y Kizzuwatna, como Luvia, la región donde habitaban los luvitas. Mucho más tarde, esta misma área llegó a ser conocida como Lidia (o Ludia), la Luddu asiria o la Λυδία griega. Es o bien el directo antecesor del licio o un pariente próximo del antecesor del licio. El luvio es el candidato más probable para ser el idioma hablado por los troyanos, junto a un posible idioma tirsénico relacionados con el lemnio.

## Historia
Desde su tierra de origen, los hablantes de luvita se extendieron gradualmente hacia el este por Anatolia y llegaron a ser un factor que contribuyó a la caída, alrededor del 1180 a. C., del Imperio hitita, donde también parece haber sido ampliamente hablado durante esta época. El luvita fue también el idioma de los estados luvio-arameos de Siria tales como Milid y Carchemish, y también del reino de la Anatolia central Tubal que floreció alrededor del 900 a. C.
El luvita se ha conservado en dos formas, denominadas según los sistemas de escritura utilizados para su representación:
- Luvita cuneiforme
- Luvita jeroglífico.

### Luvita cuneiforme
El luvita cuneiforme es la forma de la lengua luvita atestiguada en los archivos de las tablillas de Hattusa; esencialmente es el mismo sistema de escritura cuneiforme utilizada en hitita. En el Catálogo de Textos Hititas del lingüista Emmanuel Laroche, su Corpus lingüístico va del CTH 757-773, en su mayoría compuesto por rituales.

### Luvita jeroglífico

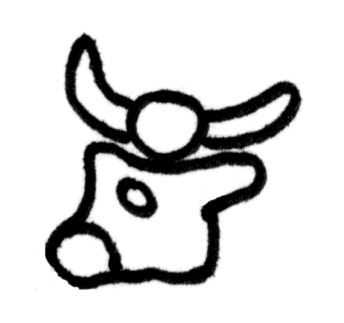
Jeroglífico luvita.

El jeroglífico es una forma de luvita escrito en una escritura nativa, conocida como jeroglífico anatolio.  Antiguamente se consideraba una variedad de la lengua hitita, y se conocía como jeroglíficos hititas a la lengua de la misma inscripciones, pero este término hoy en día está obsoleto. El primer documento de una inscripción monumental es de 1850, cuando un habitante de Nevşehir informó de las actividades de socorro en Fratkin. En 1870 se encontró en Aleppo otra inscripción insertada en la pared sur de la mezquita de el-Qiqan durante su construcción. En 1884 el erudito polaco Maryan Sokolowski descubrió una inscripción cerca de Köylütolu, en Turquía occidental. La inscripción más grande conocida fue excavada en 1970 en Yalburt, al noroeste de Konya. El luvita jeroglífico pudo haber sido influido en su momento por el hitita y quizá también por el griego, que se había extendido en el período Minoico Cretense Tardío II en el siglo XV a. C.

## Clasificación

Distribución del idioma luvita (Melchert 2003).

El idioma luvita tiene numerosos arcaismos, y por lo tanto es de gran interés para los lingüistas que estudian las lenguas indoeuropeas y para los estudiosos de la Edad del Bronce Egeo. 
El lingüista Craig Melchert en Studies in Memory of Warren Cowgill (1987; pg. 182–204) utiliza el luvita para proponer que en la lengua protoindoeuropea había tres conjuntos de consonantes velares: 
- Velares llanas
- Palatovelares
- Labiovelares

Según Melchert, PIE *ḱ > Luvita z (probablemente [ts]); *k > k; y*kʷ > ku (probablemente [kʷ]).
El luvita también ha sido clasificado por su verbo kaluti , que significa ‘girar’ o ‘rodear’. Muchos lingüistas sostienen que deriva de la palabra proto-anatolia para «rueda», que a su vez deriva de la palabra común para «rueda» que se encuentra en todas las demás lenguas indoeuropeas. La rueda se inventó en el V milenio a. C. y, si kaluti derivara de ello, entonces la rama anatolia dejaría al idioma protoindoeuropeo después de su invención (validando entonces la hipótesis de los kurganes como aplicable a Anatolia). 
Sin embargo kaluti no implica necesariamente el significado de rueda, y de este modo no tiene por qué derivar de una palabra proto-indoeuropea con ese significado. La palabra indoeuropea para rueda puede bien haber surgido en esos otros idiomas indoeuropeos después de la escisión anatolia.

### Sustrato no-indoeuropeo en el luvita

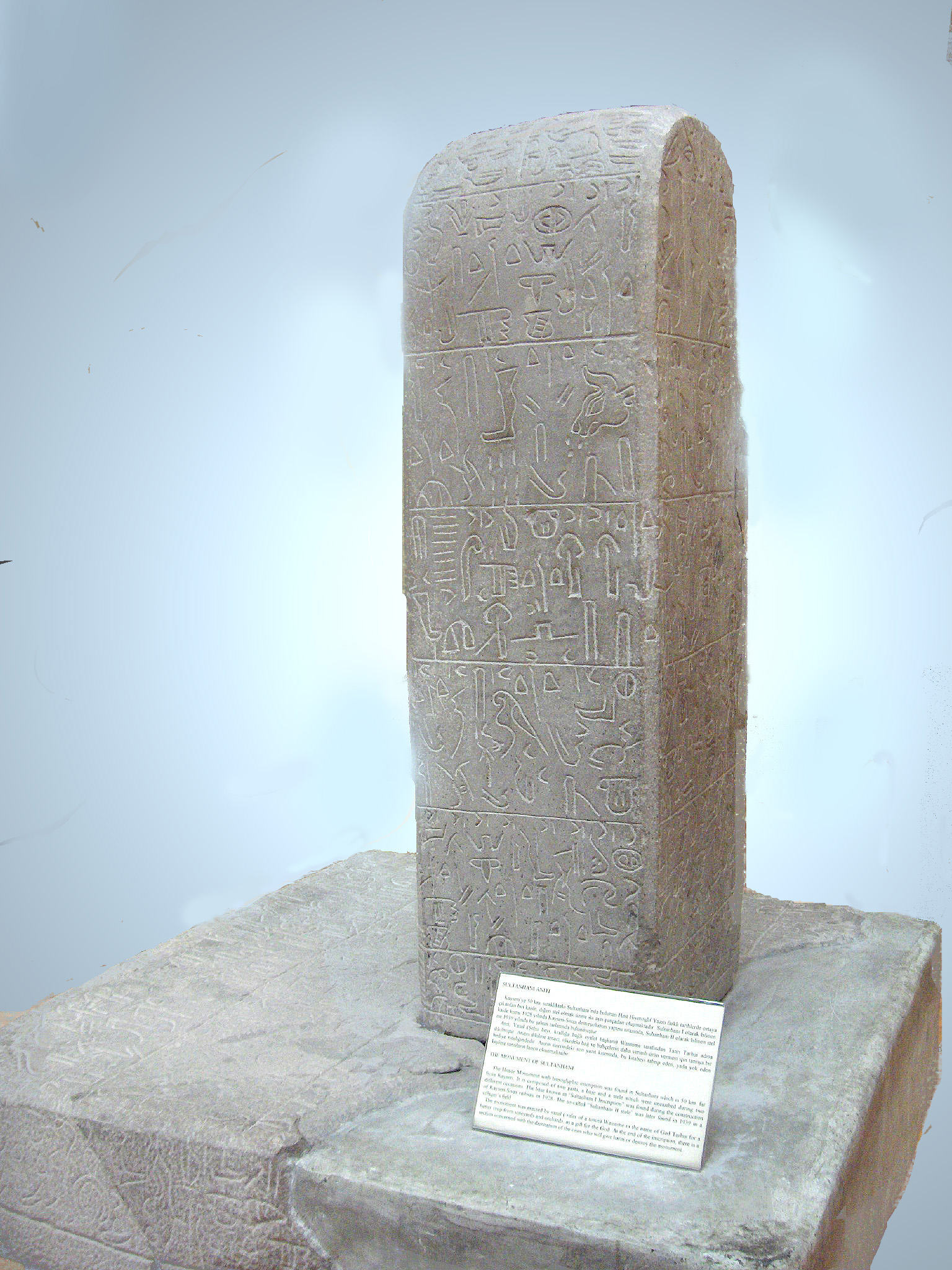
Estela de Sultanhan
Museo de la Civilizaciones Anatolias, Ankara, Turquía

Además, el luvita y sus descendientes, en general, reflejan un sustrato no-indoeuropeo en el oeste de Anatolia. Donde el idioma hitita, junto con algunos textos jeroglíficos luvitas y palaicos, emplea el clásico sufijo indoeuropeo -as como genitivo del singular y -an para el genitivo plural, el luvita canónico que se utiliza en la escritura cuneiforme (y algunos rituales palaicos) emplean en su lugar el sufijo adjetivo -assa. Dada la prevalencia de -assa en nombres de lugares y palabras dispersas en muchas partes del Mar Egeo, este sufijo se considera evidencia de un vestigio de una lengua no-indoeuropea, o por lo menos un Sprachbund egeo anterior a la llegada de los luvios y los griegos. Esta característica del luvita cuneiforme pudo haber sido un arcaísmo deliberado, para subrayar sus raíces en esa tierra; o bien es posible que el genitivo indoeuropeo fuera olvidado por los luvios para recuperarlo más tarde en el luvita jeroglífico.

## Luvita en Creta
Hay pruebas escritas de que el luvita fue la primera lengua indoeuropea hablada en la isla de Creta.